# Мергель

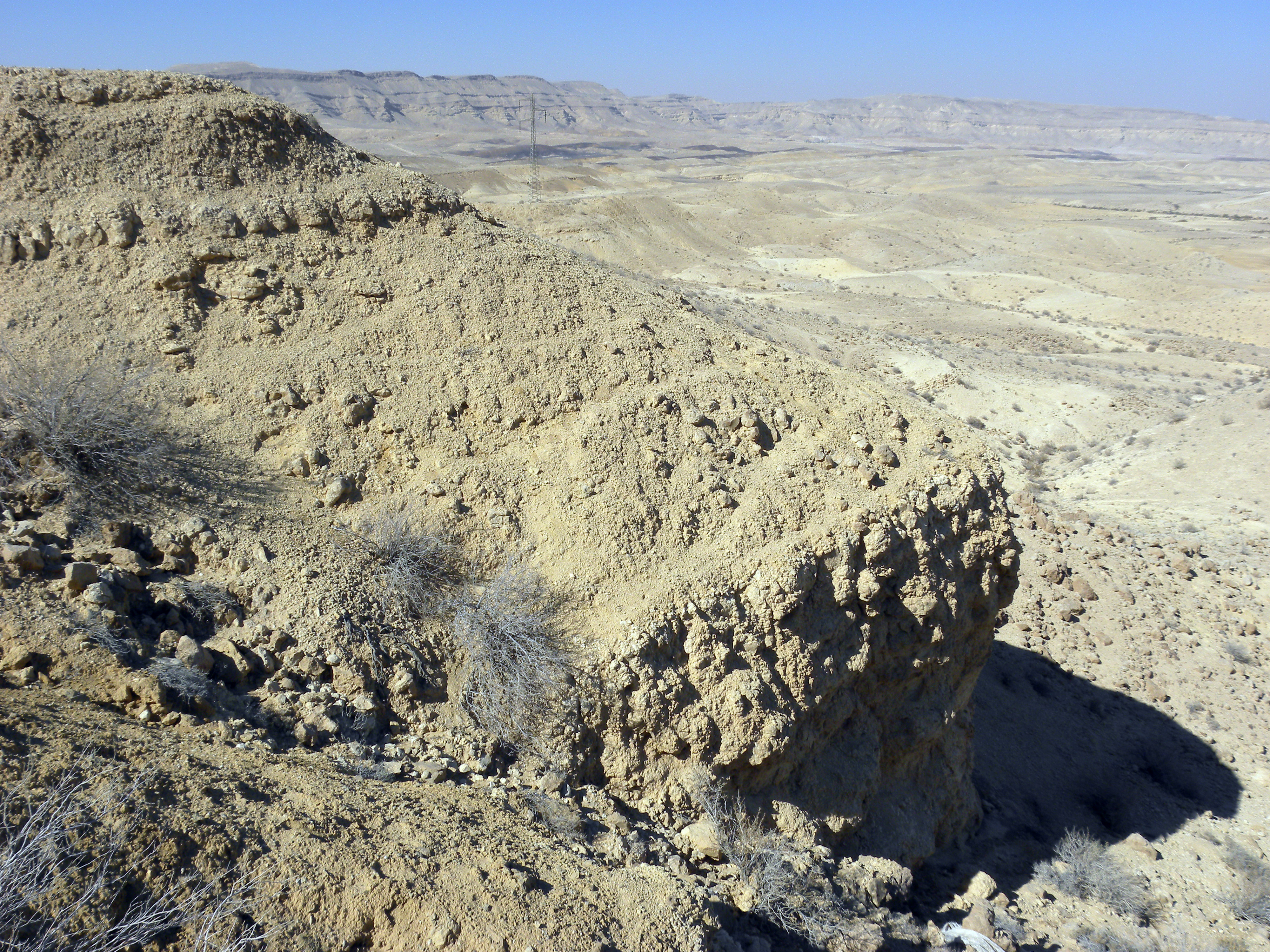
Мергель

Ме́ргель, или рухляк или глина рухляк или (частично) известняк-рухляк, мел-рухляк, известковая глина — осадочная камнеподобная горная порода смешанного глинисто-карбонатного состава: 50—75 % карбонат (кальцит, реже доломит), 25—50 % — нерастворимый остаток (SiO2 + R2O3). Представляет собой рыхлую смесь известняка и глины.
В зависимости от состава породообразующих карбонатных минералов мергели делятся на известковые и доломитовые. У обычных мергелей в нерастворимом осадке содержание кремнезёма превышает количество полуторных окислов не более, чем в 4 раза. Мергели с соотношением SiO2 : R2O3 > 4 относятся к группе кремнезёмистых.
Зачастую имеет светлую окраску, оттенки которой связаны с примесями. Широко распространён в природе в виде пластов различной мощности, встречается в отложениях разного возраста, начиная с протерозоя вплоть до современных. Месторождения разрабатываются открытым способом.

## Виды мергелей
- Мергель ангидрито-доломитовый — термин, применённый Писарчик (1963) для сильно ангидритоносных доломитовых мергелей и глинистых ангидрито-доломитов, которые по содержанию глинистого вещества соответствуют мергелям.
- Мергель гипсовый — мергель, содержащий гипс, рассеянный или образующий желвачки, тонкие пропластки и т. п. Разновидностью М. г. является гипсо-доломитовый мергель.
- Мергель гипсово-доломитовый — то же, что мергель ангидрито-доломитовый, но соли кальция представлены гипсом, а не ангидритом.
- Мергель глинистый — содержит от 50 до 70 % (Теодорович, 1950) или от 50 до 75 % (Пустовалов, 1940; Вишняков 1940; Рухин, 1953) глинистых частиц.
- Мергель доломитовый — глинисто-карбонатная осадочная горная порода, в которой карбонатный породообразующий минерал представлен доломитом, составляющим от 50 до 75% всей породы (Вишняков, 1940; Пустовалов, 1940; Рухин, 1953). М. д. могут быть связаны переходами с доломитами, глинами, аргиллитами и ангидрито-доломитовыми мергелями.
- Мергель доломитовый глинистый, Вишняков, 1933, — доломитовый мергель, содержат от 50 до 75 % глинистого вещества.
- Мергель известковый — глинисто-карбонатная порода, содержит от 50 до 75 % СаCO3 (Вишняков, 1940; Пустовалов, 1940; Рухин, 1953). Используется в цементной промышленности.
- Мергель мелоподобный — порода, содержащая 10—30 % глинистого материала и 35—90 % кальцита, представленного мельчайшими скелетами организмов и микрозернистым кальцитом, тонко перемежающихся с глинистыми частицами. Сравнительно мягкая, растирающаяся, обычно светлоокрашенная горная порода.
- Опока (мергель пламенный) — микропористые породы, сложенные аморфным кремнезёмом (опалом) с примесью глинистого вещества, скелетных частей организмов (диатомей, радиолярий и спикул кремнёвых губок), минеральных зёрен (кварца, полевых шпатов, глауконита). Содержание SiO2 достигает 92—98 %. Термин является синонимом франц. «гёзов» [«гезов»], немецких «пламенных мергелей». В русской литературе, Опока первоначально называлась кремнистым мергелем и кремнистой глиной. Одни авторы считают Опоки, продуктом изменения диатомитов, спонголитов, трепелов; другие относят их к морским химическим образованиям. Опоки широко распространены среди меловых и нижне-палеогеновых отложений (Поволжье, вост. склон Урала, В. европейской части СССР и др.).
- Мергель пресноводный — рыхлая, рассыпчатая, порошкообразная масса углекислого кальция, отложенная в водоёмах озёрно-болотного типа в результате выпадения СаСО3 из раствора, обогащённая глинистой примесью (свыше 30 %). Применяется для выжига извести и производства цемента. Синонимы: мергель озёрный, мергель торфяной.
- Мергель руинный, Hausler, 1965, — известковая порода, структура которой напоминает обломочную. В Мергеле руинном, участки четырёхугольной формы, сохраняющие первичный серый цвет породы, окружены пространством, окрашенным окислами железа в красный цвет. Мергель руинный отмечен среди верхнемеловых флишевых отложений Австрии и во флишевых зонах Италии.
- Мергель цементный — естественный известковый мергель, пригодный для производства портландцемента; для этого он подвергается обжигу до спекания. Состав Мергель цементный колеблется, особенно изменчиво отношение кремнезёма к сумме полуторных окислов (Аl2О3 + Fe2O3). Поэтому при приготовлении шихты для цементного клинкера в Мергель цементный вводятся известковистая или глинистая добавки. В природе встречаются т. н. натуральные разности Мергеля цементного (СаСО3 75—80 %, R2O3 + SiO2 20—25 %), пригодные для обжига без добавок (например, новороссийская группа месторождений).

## Использование
В небольших количествах использовался как удобрение в Древней Греции. В эпоху Средневековья использовался как строительный и отделочный материал в ряде регионов, например, в Крыму. Сейчас широко используется как сырьё для производства портландцемента. Мергель малоустойчив к атмосферным воздействиям. В столице Болгарии, Софии, мергельным кирпичом вымощены улицы в историческом центре.